# Randers Tekniske Skole
Randers Tekniske Skole var en teknisk skole med teknisk gymnasium beliggende i Randers. Skolen havde et årligt budget på ca. 165 mio. og 1.500 elever, studerende og kursister årligt. I april 2010 fusionerede skolen med Handelsskolen Minerva og blev til Tradium.
Skolen blev grundlagt i 1859 og er således blandt de ældste tekniske skoler i Danmark. Initiativet til at etablere skolen kom fra Randers' håndværker- og industriforeninger, der frygtede at lærlingenes uddannelse hos mestrene ville blive for dårlig. Skolen havde til at begynde med til huse i Helligåndshuset i Houmeden, men flyttede i 1891 til Frederiksplads i de bygninger, der i dag huser Randers Bibliotek. I dag har skolen fire adresser i byen, dog er størstedelen af uddannelserne inklusive Teknisk Gymnasium Randers placeret på Vester Allé; disse bygninger blev taget i brug i 1966. 
Randers Tekniske Skole udbød en række erhvervsuddanelser, optikeruddannelsen, produktionsteknolog og fodterapeut samt makeupartist- og stylistuddannelser.